# Ультрамикроскоп

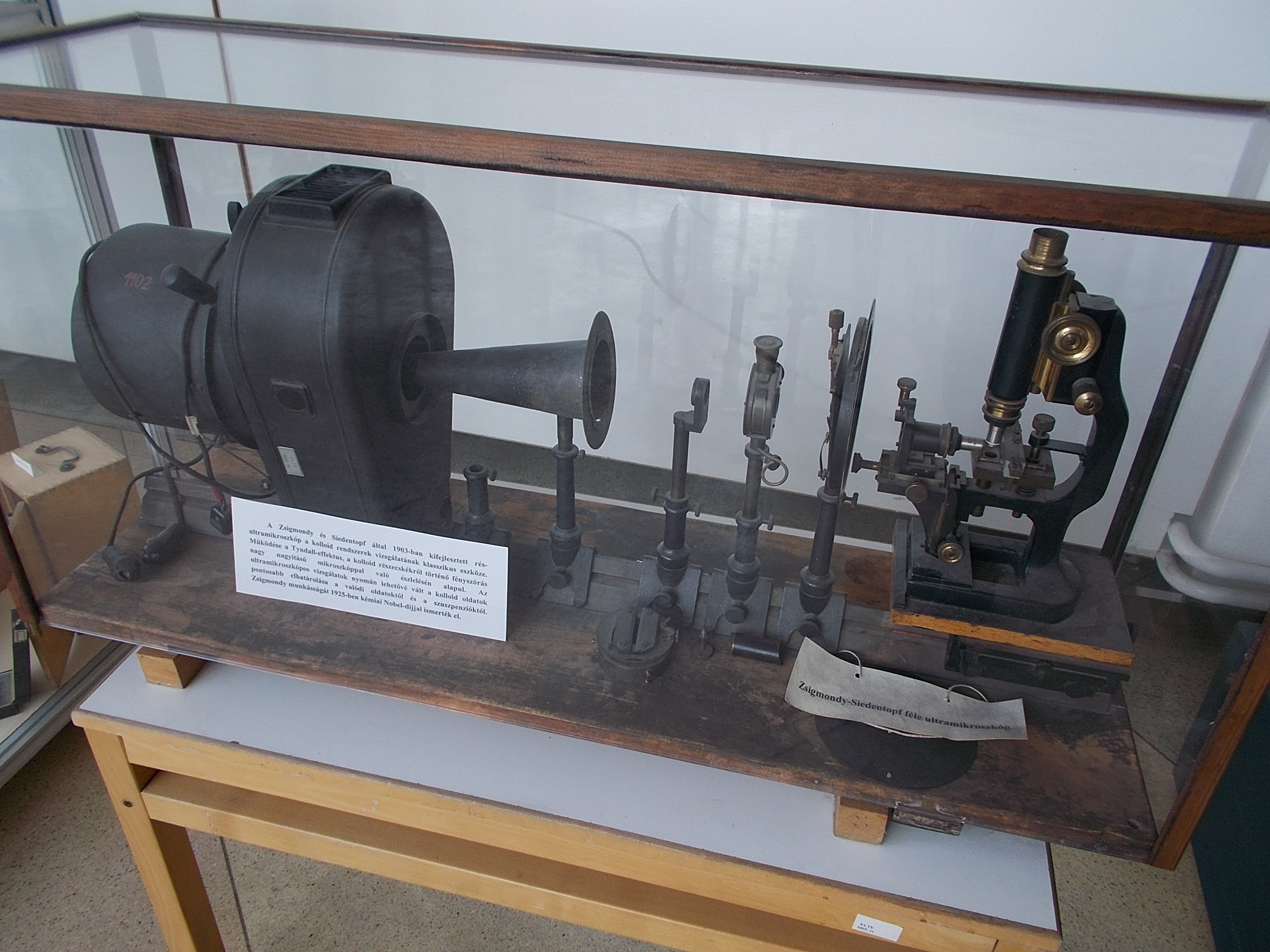
Ультрамикроскоп в музее

Ультрамикроскоп — оптический прибор для обнаружения частиц столь малых размеров, что их нельзя наблюдать в обычные микроскопы. В ультрамикроскоп наблюдаются не сами частицы, а большие по размерам пятна дифракции света на них. При сильном боковом освещении каждая частица выглядит как яркая точка на темном фоне. Ультрамикроскоп не дает оптические изображения исследуемых объектов. В зависимости от конструкции, параметров частиц и среды можно обнаружить частицы размерами от 0,02…0,05 до 1…5 мкм. Для взвеси металлических частиц в воде возможно обнаружение частиц размером 0,002 мкм. Пределы разрешения наиболее сильных оптических микроскопов составляют 0,2 мкм. Ультрамикроскопия является частным случаем метода темного поля в проходящем свете, при освещении направленном перпендикулярно направлению наблюдения.

## Использование
Ультрамикроскопия позволяет определять концентрацию неоднородностей и изучать их природу. При необходимости определения их размеров используют нефелометрию. При этом в качестве параметра частицы в рамках дисперсионного анализа с помощью ультрамикроскопа или проточного ультрамикроскопа могут измерять интенсивность света, рассеянного отдельной частицей. Ультрамикроскоп может применяться не только для изучения частиц, которые не могут быть обнаружены микроскопом, но и для всех случаев когда важно число и движение частиц, а форма и их строение роли не играет.
Применяется при исследовании дисперсных систем, для контроля чистоты воздуха и воды и т. д.
Примером использования ультрамикроскопа для изучения наночастиц может служить метод анализа траекторий наночастиц.

## Устройство
Работа ультрамикроскопа основана на эффекте Тиндаля. Щелевой ультрамикроскоп в 1903 году создали Генри Зидентопф и Рихард Зигмонди. Поточный ультрамикроскоп был разработан в 1940—1950-х годах Б. В. Дерягиным и  Г. Я. Власенко.